# Victor Roelens
Victor Roelens, né le 21 juillet 1858 à Ardoye (Belgique) et mort le 5 août 1947 à Baudouinville (Congo), est un prêtre belge de la Société des missionnaires d'Afrique, missionnaire au Congo belge qui fut vicaire apostolique et évêque du Haut-Congo de 1895 à 1941. Par sa longévité exceptionnelle, ce fut un des « Pères fondateurs » de l'Église au Congo.

## Biographie
Victor Roelens naît à Ardoye dans la famille d'un jardinier du château des comtes de Jonghe d'Ardoye. Il fait ses études au collège de Tielt, puis un an au séminaire de Roulers et en 1880, à l'âge de vingt-deux ans, entre au noviciat des Pères Blancs à Alger. Le cardinal Lavigerie, fondateur de la Société des Missions africaines, l'ordonne prêtre le 8 septembre 1884. De 1889 à 1891, il travaille chez les Pères blancs à Jérusalem.
Il embarque à Marseille en juillet 1891 avec d'autres confrères destinés au Congo belge. Il arrive au Congo alors que l'immense contrée est ravagée par le commerce des esclaves mené par les sultanats de la mer Rouge et que la population est en plus décimée par la malaria et la maladie du sommeil. Il est nommé le 30 mars 1895 vicaire apostolique du Haut-Congo et évêque titulaire de Girba (de). Il est consacré évêque, le 10 mai 1896 par l'archevêque de Malines, Mgr Goossens (assisté de Mgr Léon Livinhac M.Afr. et de l'évêque de Bruges, Mgr Gustaaf Jozef Waffelaert), dans la chapelle de l'Institut africain des Pères blancs de Malines. 
Lors d'un séjour en Belgique en 1907, Mgr Roelens prend l'initiative de créer un Conseil missionnaire qui réunit au moins une fois l'an pendant le temps pascal des supérieurs de congrégations missionnaires pour traiter ensemble des problèmes de la mission au Congo belge. La première année, le conseil est présidé par le nonce apostolique en Belgique (en) et le supérieur général des scheutistes y assiste, ainsi que les provinciaux de Belgique des jésuites, des rédemptoristes, le procureur des trappistes de Westmalle, le supérieur des Prémontrés de Tongerlo, le supérieur des Pères blancs d'Anvers, des prêtres du Sacré-Cœur, etc. 
Il a pour coadjuteur dès 1909 Auguste-Léopold Huys (1871-1938), fondateur du premier petit séminaire du Congo belge. Mgr Roelens a la réputation d'être un évêque « broussard », visitant fréquemment, et dans de difficiles conditions, les postes missionnaires de son immense vicariat. Il ordonne en 1917 le premier prêtre congolais de l'Église du Congo, l'abbé Stefano Kaozé (1880-1951), qu'il n'hésite pas à faire son secrétaire personnel. Il fait paraître en 1920 ses Instructions aux Pères blancs du Haut-Congo en six volumes. Le vicariat compte alors quarante-et-un dispensaires et onze postes de mission pour quarante-huit Pères et Frères blancs et dix-huit Sœurs blanches.
Au 30 juin 1933, on comptait 366 missionnaires, 35 prêtres et 56 sœurs noires et 600.000 chrétiens, témoignant de l'effort évangélisateur de Mgr Roelens et de son clergé au Congo belge.
Il prend sa retraite le 22 septembre 1941, en tant que vicaire apostolique émérite de Baudoinville. Mgr Urbain Morlion lui succède. Le vicariat compte alors 52 000 chrétiens qui s'expriment dans trente dialectes, quatre-vingt-quatre chapelles écoles et trois-cent quatre-vingt-onze écoles de village. Mgr Roelens meurt à Baudoinville le 5 août 1947, à l'âge de quatre-vingt-neuf ans, ayant survécu à plus de soixante de ses missionnaires.

## Distinctions
Les distinctions suivantes lui ont été décernées :
- Grand-croix de l'ordre de Léopold II (Belgique) ;
- Commandeur de l'ordre de Léopold (Belgique) ;
- Commandeur de l'ordre de l'Étoile africaine (Congo belge);
- Officier de l'ordre royal du Lion en 1910 (Congo belge).

## Publications
- Victor Roelens M.Afr., Notre vieux Congo 1891-1917. Souvenirs du premier évêque du Congo belge, Namur, Grands Lacs, coll. Lavigerie n° 20, 1948, 217 pages, illustr.